# Sambikerep (plaats)
Sambikerep is een bestuurslaag in het regentschap Soerabaja van de provincie Oost-Java, Indonesië. Sambikerep telt 19.723 inwoners (volkstelling 2010).